# Askersunds landskommun
Askersunds landskommun var en tidigare kommun i Örebro län.

## Administrativ historik
Kommunen inrättades i Askersunds socken i Sundbo härad i Närke när 1862 års kommunalförordningar trädde i kraft.
Vid kommunreformen 1952 uppgick kommunen i Askersunds stad som 1971 ombildades till Askersunds kommun.

## Politik

### Mandatfördelning i Askersunds landskommun 1938-1946
| 16 | 2 | 7 |

| 25 |

| 14 |  | 10 |

| 25 |

| 12 | 12 |  |

| 24 |